# The Lennon Sisters
The Lennon Sisters (Зе Ле́ннон Си́стерз) — американская вокальная группа, первоначально квартет из четырёх сестёр Дианы, Пегги, Кэти и Джанет Леннон. На момент дебюта на телевизионной программе «The Lawrence Welk Show» в канун Рождества, 24 декабря 1955 года им было соответственно 16, 14, 12 и 9 лет.
На этом популярном телешоу Лоренса Велка на телеканале «ABC» они с 1955 по 1968 год были регулярным, еженедельным звёздным актом. Также квартет выступал с концертами по всей стране, как с Оркестром Лоренса Велка, так и сам по себе. Группа много раз попадала в американские чарты «Cash Box» и «Билборд». Первым же их хитом стала в 1956 году кавер-версия песни «Tonight You Belong to Me», достигнувшая 15 места в «Billboard Top 100» (с 1958 г. «Hot 100»). Из записанных группой песен можно также выделить детскую песенку в стиле мамбо «Mickey Mouse Mambo».

## Состав
Текущий состав
- Ка́ти (англ. Kathy Lennon; род. 2 августа 1943) — с 1955 года
- Джа́нет (англ. Janet Lennon; род. 15 июня 1946) — c 1955 года
- Мими́ (англ. Mimi Lennon; род. 16 октября 1955) — c 1992 года

Бывшие участники
- Диана (Да́йан, англ. Dianne Lennon; род. 1 декабря 1939) — в группе 1955—1960 и 1964—2001
- Пе́гги (англ. Peggy Lennon; род. 8 апреля 1941) — в группе 1955—1999

## Награды и титулы
В 1987 году The Lennon Sisters были удостоены звезды на Голливудской аллее славы. В 2001 году группа была приняла в Зал славы вокальных групп.